# Tal Ben Haim (futbolista nacido en 1989)
Tal Ben Haim (o Tal Ben Haim II- en hebreo: טל בן-חיים; Kfar Saba, 5 de agosto de 1989) es un exfutbolista israelí que jugaba de delantero.
Tiene exactamente el mismo nombre que el defensor Tal Ben Haim, que también jugó para la selección de Israel. En los reportes de la UEFA se le conoce como Tal Ben Haim II o Tal Ben Haim Junior, y en su camisa está escrito Tal Ben Chaim para diferenciarse del defensa.

## Biografía

### Maccabi Petah Tikva
Ben Haim inició su carrera con la cantera del Maccabi Petah Tikva con tan solo 14 años de edad. En la temporada 2007-08 anotó 19 goles con el equipo filial, lo que produjo el ascenso al conjunto profesional. El 3 de mayo de 2008 hizo su debut en el partido contra el Bnei Yehuda Tel Aviv, e hizo su primer gol en la Superliga de Israel contra Hapoel Tel Aviv el 24 de mayo de 2008.
En la temporada 2008-09, Ben Haim fue una elección regular para el primer equipo, y en la siguiente campaña ocupó la posición de delantero junto a Omer Damari. Al finalizar la temporada 2011-2012 se rumoreaba la salida de Ben Haim al Hapoel Tel Aviv después de que su compañero Omer Damari se haya ido semanas atrás a ese mismo club. Sin embargo, las negociaciones se rompieron y permaneció en el club otra temporada, en la cual su equipo descendió a Segunda División.

### Hapoel Tel Aviv
El 16 de julio de 2012, Ben Haim firmó oficialmente un contrato por dos años que lo vinculaba al Hapoel Tel Aviv, en el cual el Maccabi Petah Tikva adquiría el 75% del coste de su próxima transferencia junto a una cláusula de 1.5 millones de euros.
El día de su cumpleaños n.º 23, hizo su debut en la Copa Toto. A la siguiente semana anotó su primer gol en el mismo campeonato ante Maccabi Netanya. Jugó su primer partido continental ante el F91 Dudelange de Luxemburgo, donde también anotó. Durante toda la temporada anotó 7 goles en 30 partidos.

### Maccabi Tel Aviv
El 25 de junio de 2013, Ben Haim fue fichado por el rival del Hapoel, Maccabi Tel Aviv, en un contrato por 4 años que incluía 1.1 millones de euros y un 25% de pago al Maccabi Petah Tikva en caso de ser vendido. Hizo su debut el 17 de julio de 2013 en la Segunda ronda previa de la Liga de Campeones de la UEFA ante el Győri ETO FC, sin embargo la siguiente fase serían eliminados por el FC Basel. En el partido de vuelta anotó su primer gol con el Maccabi. En su primera temporada salió campeón de la Liga, anotando 4 goles para su equipo.
En la siguiente temporada saldrían eliminados en la fase previa de la Champions League y Liga Europea de la UEFA 2014-15 por el NK Maribor y el Asteras Tripolis respectivamente. Sin embargo, obtendría el triplete nacional, saliendo victorioso en la Copa Toto, Copa de Israel y la Liga ha'Al. En toda esta temporada sumó 11 goles para su combinado.
El 25 de agosto de 2015 se clasificó para la fase de grupos de la Liga de Campeones de la UEFA 2015-16 tras vencer por la regla de goles de visitante ante el FC Basel.

### Sparta Praga
En junio de 2017 se unió al Sparta Praga en un acuerdo de cuatro años, que según los informes valía alrededor de 1 millón de euros por temporada después de que Sparta activara una cláusula de liberación de 2,9 millones de euros en el contrato de Ben Haim con el Maccabi Tel Aviv.
Rescindió su contrato en junio de 2020.
En julio de 2020 se hizo oficial su vuelta al Maccabi Tel Aviv F. C.

## Selección nacional
Ben Haim debutó con la Israel el 29 de marzo de 2011 en la clasificación para la Eurocopa 2012 contra la selección de fútbol de Georgia. En ese partido anotó su primer gol después de 6 minutos de haber ingresado.
Disputó la clasificación para la Eurocopa 2016, en la cuale le marcó a Bosnia y Herzegovina y Chipre. En la temporada 2016-17, en plena fase de clasificación de UEFA para la Copa Mundial de Fútbol de 2018, anotó un gol de vaselina al guardameta italiano Gianluigi Buffon.

## Trayectoria

### Profesional
| Club                   | País            | Año       | PJ  | Goles |
| ---------------------- | --------------- | --------- | --- | ----- |
| Maccabi Petah Tikva    | Israel          | 2006-2012 | 145 | 36    |
| Hapoel Tel Aviv F. C.  | Israel          | 2012-2013 | 41  | 10    |
| Maccabi Tel Aviv F. C. | Israel          | 2013-2017 | 119 | 34    |
| A. C. Sparta Praga     | República Checa | 2017-2020 | 24  | 0     |
| Maccabi Tel Aviv F. C. | Israel          | 2020-2022 |     |       |
| Maccabi Petah Tikva    | Israel          | 2022-2024 |     |       |

## Palmarés

### Títulos nacionales
| Título              | Club                   | País   | Año  |
| ------------------- | ---------------------- | ------ | ---- |
| Ligat ha'Al         | Maccabi Tel Aviv F. C. | Israel | 2014 |
| Copa Toto Al        | Maccabi Tel Aviv F. C. | Israel | 2015 |
| Ligat ha'Al         | Maccabi Tel Aviv F. C. | Israel | 2015 |
| Copa de Israel      | Maccabi Tel Aviv F. C. | Israel | 2015 |
| Supercopa de Israel | Maccabi Tel Aviv F. C. | Israel | 2020 |
| Copa Toto Al        | Maccabi Tel Aviv F. C. | Israel | 2021 |
| Copa de Israel      | Maccabi Tel Aviv F. C. | Israel | 2021 |